# John Rolfe
John Rolfe (* 1585 in Heacham, Norfolk, England; † 1622) war ein Tabakpflanzer, Mitgründer von Jamestown in Virginia und Ehemann von Pocahontas.

## Leben

### Leistung und erste Ehe
Rolfe bewirkte die erste Erleichterung der Not in Jamestown, als er feststellte, dass der Tabak, der in England zu den Luxusgütern zählte, in Virginia wild wuchs. Da die wildwachsenden Sorten für den englischen Geschmack zu stark waren, gab er den Anstoß, die weniger bitteren Sorten von den Antillen zu pflanzen. Nach zwei Jahren des Experimentierens war er 1612 in der Lage, eine edle Tabaksorte herzustellen, die ganz auf den Boden und das Klima Virginias abgestimmt war.
Rolfe verlor seine erste Frau durch einen Schiffbruch bei den Bermudas, der den Stoff zu Shakespeares Der Sturm lieferte.

### Ehe mit Pocahontas
Rolfe lernte Pocahontas wahrscheinlich im April 1613 kennen und heiratete sie als Rebecca 1614, um die Eingeborenenpolitik zu festigen, „nicht aus Fleischeslust“, sondern „zum Wohl der Pflanzung, zur Ehre meines Landes und zum Ruhme Gottes“. 1615 kam der einzige Sohn Thomas zur Welt.
Mit zwölf indigenen Ureinwohnern reiste das Paar 1616 nach England. An Pocahontas Empfang bei König Jakob und Anna von Dänemark durfte Rolfe wegen seines geringen Standes nicht teilnehmen. Jakob I. ließ sogar durch den Kronrat klären, ob Rolfe des Hochverrats anzuklagen sei. Schließlich begnügte er sich mit dem Versprechen Rolfes, dass dieser für den gemeinsamen Sohn mit Pocahontas keinerlei Ansprüche auf den Thron von Virginia erheben werde. Für den Rest des Jahres begab sich das Ehepaar auf einen Landsitz außerhalb Londons, auf dem es überraschend mit John Smith zusammentraf.
Bei der Abreise nach Virginia im März 1617 verschied Pocahontas, der die winterlichen Nebel zusetzten, noch in der Themsemündung. Rolfe ließ Thomas in England und setzte seine Reise fort.
John Rolfe starb im März 1622 unmittelbar vor dem Jamestown-Massaker der Indianer an den Siedlern.